# Albert Holmkvist
Bror Albert Holmkvist, pseudonymen Purre, född 8 september 1867 i Karlskrona stadsförsamling, död 10 november 1955 i Vasa församling i Göteborg, var en svensk tidningsman, kåsör och författare.

## Biografi
Albert Holmkvist började efter mogenhetsexamen 1886 vid Karlskrona högre allmänna läroverk sin karriär på tredagarstidningen Blekinge Läns Tidning i Karlskrona 1887, där han efter några år började skriva ett lördagskåseri  eller Potpourri, signerat "Purre". Han kom till Göteborg 1903 och började arbeta på Göteborgs-Posten. År 1906 gick han över till Göteborgs Handels- och Sjöfartstidning (GHT) där han var kvar till pensioneringen 1930, med ett mellanspel 1911–1920 som redaktör för GHT-ägda Göteborgs-Tidningen. Förutom kåserier i de båda göteborgstidningarna bidrog han med lekfulla, ibland något groteska, alster i många tidningar runt om i landet. Trots en stor läsekrets var det få som kände till identiteten av den något allvarsamme Holmkvist bakom pseudonymen.
Efter pensioneringen fortsatte han med kåserier, både för göteborgspubliken och för läsare i landsorten, samt medverkade ofta i Söndagsnisse-Strix samt i tidningen Smålänningen. Så sent som hösten 1953 publicerades ett Purrekåseri i GT. Totalt producerade Holmkvist mellan tre och fyra tusen kåserier.
Holmkvists förtjusning i språkliga "grodor" mynnade ut i försäljningssuccén Stilblommor och grodor 1934. Den omarbetade utgåvan gavs ut i ytterligare fyra upplagor under hans levnad.